# Grafton (Illinois)
Grafton – miasto w Stanach Zjednoczonych, w stanie Illinois, w hrabstwie Jersey.